# Le brigate fantasma
Le brigate fantasma (The Ghost Brigades) è un romanzo di fantascienza del 2006 dello scrittore statunitense John Scalzi, seconda opera del ciclo Old Man's War.

## Storia editoriale
L'opera è stata candidata al Premio Prometheus del 2007; fa parte del ciclo Old Man's War, noto anche come Green Soldier Universe. Il romanzo, seppure riproponga alcuni personaggi protagonisti del precedente libro della serie, Morire per vivere, racconta un'avventura a sé stante.
L'autore afferma di essersi ispirato, per alcune idee del romanzo, ai lavori di altri scrittori di fantascienza tra cui Nick Sagan per il trasferimento della coscienza (Edenborn, 2004), a Scott Westerfeld (Risen e Risen - Lo sterminio dei mondi, 2003) per la descrizione delle battaglie e a David Brin per il potenziamento artificiale delle capacità umane (I signori di Garth, 1987), oltre a riconoscere l'influenza di lavori quali La guerra dei mondi di H. G. Wells, Fanteria dello spazio di Robert A. Heinlein e Guerra eterna di Joe Haldeman, queste ultime tre opere citate anche all'interno del romanzo.

## Trama
(John Scalzi,Le brigate fantasma)
L'Uomo ha colonizzato l'Universo ma si contende lo Spazio e le sue risorse con altre razze con cui ha da tempo ingaggiato sanguinose guerre. Le forze di difesa coloniale (FDC) si compongono di unità scelte, formate da cloni umani potenziati, nei cui corpi sono state trasferite le menti di anziani terrestri che in questo modo prolungano la loro vita. Un ulteriore vantaggio per questi soldati è costituito dal BrainPal, un computer organico innestato nel cervello che assolve a compiti di comunicazione tra le truppe, di elaborazione delle informazioni e di comando delle armi e dallo SmartBlood, un sangue sintetico con eccezionali proprietà di coagulazione e di contrasto alle infezioni. Oltre a questi soldati, che conservano la memoria della loro precedente vita, vi sono le "Brigate Fantasma", forze speciali costituite anch'esse da cloni umani ma elaborati a partire dal DNA di cadaveri, ricombinato con quello di razze aliene. Questi soldati non hanno memoria e nascono già adulti e pronti al combattimento; il loro unico scopo è proteggere la razza umana.
L'attacco delle FDC, guidate dal tenente Jane Sagan su una base scientifica di nemici alieni, permette di catturare uno degli scienziati extraterrestri, Cainen, appartenente alla razza Rraey. Da questi le FDC scoprono che Charles Boutin, brillante scienziato terrestre creduto morto, è invece vivo e lavora per i Rraey e per altre due razze aliene, gli Eneshani, e gli Obin. Le FDC apprendono che il corpo di Boutin ritrovato morto era quello di un suo clone e che lo scienziato sta lavorando in segreto a nuove armi da usare contro i terrestri. Le FDC riescono a recuperare copia della memoria di Boutin in un computer e con l'aiuto di Cainen la impiantano in un soldato fantasma creato appositamente a partire dal DNA di Boutin. La speranza dei terrestri è che il clone di Boutin riesca a fornire indicazioni per ritrovare il traditore.

All'inizio il tentativo sembra fallire; il clone dello scienziato, cui viene assegnato il nome di Jared Dirac, viene assegnato alle Brigate Fantasma agli ordini di Jane Sagan. Grazie all'intervento di Cainen, a poco a poco i ricordi di Boutin iniziano ad affiorare nella memoria di Dirac e a guidare le sue azioni; Boutin era stato spinto al tradimento dopo la morte della figlia Zoe, per la cui sorte incolpa le FDC. Nonostante debba convivere con le esperienze del traditore, Dirac mantiene la sua personalità e si oppone con forza alle scelte dell'uomo da cui è stato clonato, di cui disapprova le azioni e la morale.
Le FDC con uno stratagemma riescono a far uscire dalla coalizione aliena i Rraey e gli Eneshani mettendo gli uni contro gli altri ma gli Obin, anche da soli, sono ancora troppo forti per i terrestri; a tale svantaggio si aggiunge la misteriosa sparizione di molte astronavi delle forze speciali.
Boutin viene rintracciato sul pianeta Arist dove lavora con gli Obin; è necessario rapirlo ma la squadra incaricata dell'estrazione, di cui fa parte lo stesso Jared Dirac e Jane Sagan, viene privata del controllo del BrainPal e decimata dagli alieni. Dirac, Sagan e pochi altri soldati sopravvivono ma vengono imprigionati dagli Obin. Dirac viene condotto da Boutin e scopre che lo scienziato, che era stato l'ideatore del BrainPal aveva accesso a una backdoor attraverso la quale aveva messo fuori combattimento i soldati delle Brigate Fantasma atterrati su Arist e quelli che viaggiavano sulle astronavi scomparse. Dirac scopre che la figlia di Boutin non era morta e che il tradimento dell'uomo non era mosso dal desiderio di vendetta ma dalla convinzione che, sconfiggendo le FDC, i terrestri siano costretti a trovare un equilibrio pacifico con le altre razze.
Boutin vuole trasferire la sua mente nel corpo di Dirac e, infiltrandosi tra i terrestri, disattivare tutti i BrainPal delle forze speciali. Durante il trasferimento Dirac riesce a programmare un trojan nella sua mente; il programma di autodistruzione si attiva non appena lo scienziato prende il controllo del suo corpo uccidendolo. Nel frattempo Sagan e altri due soldati sono riusciti a fuggire e a portare morte e distruzione tra gli Obin ma quando arrivano al laboratorio di Boutin trovano sia lui che Dirac morti. Zoë è viva e viene portata in salvo. Al termine della missione le FDC insabbiano la vicenda e offrono a Sagan il congedo anticipato per impedirgli di divulgare informazioni sensibili. Sagan si trasferisce su una colonia terrestre con il futuro marito John Perry, adottando Zoë.

## Edizioni
- (EN) John Scalzi, The Ghost Brigades, 1ª ed., New York, Tor, 2006, ISBN 978-0-7653-1502-1.
- John Scalzi, Le brigate fantasma, traduzione di Benedetta Tavani, Gargoyle, 2013,  p. 310, ISBN 9788889541968.